# Martin Landau
Martin Landau (ur. 20 czerwca 1928 w Nowym Jorku, zm. 15 lipca 2017 w Los Angeles) – amerykański aktor i producent filmowy i telewizyjny. Laureat Oscara.
17 grudnia 2001 otrzymał własną gwiazdę w Alei Gwiazd w Los Angeles znajdującą się przy 6841 Hollywood Boulevard.

## Życiorys

### Wczesne lata
Urodził się w rodzinie żydowsko-amerykańskiej jako syn Selmy (z domu Buchman) i Morrisa Landau, mechanika austriackiego pochodzenia. W wieku 17 lat rozpoczął pracę jako rysownik w „Daily News”, w latach 40. i 50. był asystentem Gusa Edsona podczas pracy nad komiksem The Gumps.
Twórczość Charliego Chaplina wywarła przemożny wpływ na jego późniejsze życie. Pracował w letnim magazynie w Nowej Anglii, a w 1955 został przyjęty do Actors Studio, gdzie studiował pod kierunkiem Lee Strasberga, Elii Kazana i Harolda Clurmana wspólnie ze Steve’em McQueenem.

### Kariera
W 1957 zadebiutował na Broadwayu w sztuce Delberta Manna Środek nocy (Middle of the Night). Zachęcony przez swojego mentora Lee Strasberga, był wykładowcą aktorstwa, a wśród jego słuchaczy znaleźli się Jack Nicholson i Anjelica Huston.
W latach 50. pojawił się w takich serialach telewizyjnych jak Armstrong Circle Theatre i Schlitz Playhouse, a także The Big Story, Maverick i Rawhide. Zadebiutował na kinowym ekranie jako porucznik Marshall w dramacie wojennym Lewisa Milestone’a Wzgórze Pork Chop (Pork Chop Hill, 1959) o wojnie koreańskiej z Gregorym Peckiem. Swój pierwszy większy sukces odniósł w roli homoseksualnego poplecznika złoczyńcy w dreszczowcu Alfreda Hitchcocka Północ, północny zachód (North by Northwest, 1959) u boku Cary’ego Granta. Landau miał kwitnącą karierę, grając gościnne role w serialach telewizyjnych przerywanych sporadycznymi rolami filmowymi. Grał rzymskiego generała w Kleopatrze (1963), Kajfasza w Opowieściach wszech czasów (1965) i Wodza Krzywe Nogi w westernie komediowym Johna Sturgesa Na szlaku Alleluja (1965). Największą popularność przyniosła mu rola mistrza kamuflażu Rollina Handa w serialu CBS Mission: Impossible (1966–1969), za którą otrzymał nagrodę Złotego Globu i trzykrotnie był nominowany do nagrody Emmy. Pojawił się także gościnnie w jednym z odcinków serialu NBC Columbo (1973).
Był dwukrotnie nominowany do nagrody Oscara; za postać Abe Karatza w dramacie Francisa Forda Coppoli Tucker. Konstruktor marzeń (Tucker: The Man and His Dream, 1988) oraz za rolę Judah Rosenthala w komediodramacie Woody’ego Allena Zbrodnie i wykroczenia (Crimes and Misdemeanors, 1989). Drugoplanowa kreacja podstarzałego aktora Béli Lugosiego, przyjaciela głównego bohatera, niegdyś gwiazdy horrorów, w komediodramacie Tima Burtona Ed Wood (1994) przyniosła mu w 1995 roku nagrodę Oscara, Złotego Globu, Saturna, American Comedy Award, CableACE i nominację do nagrody BAFTA.

## Życie prywatne
31 stycznia 1957 poślubił Barbarę Bain, odtwórczynię głównej roli żeńskiej w serialu Kosmos 1999. Miał z nią dwie córki – Susan Meredith (producentkę) i Juliet Rose (aktorkę).

## Filmografia

### Filmy fabularne

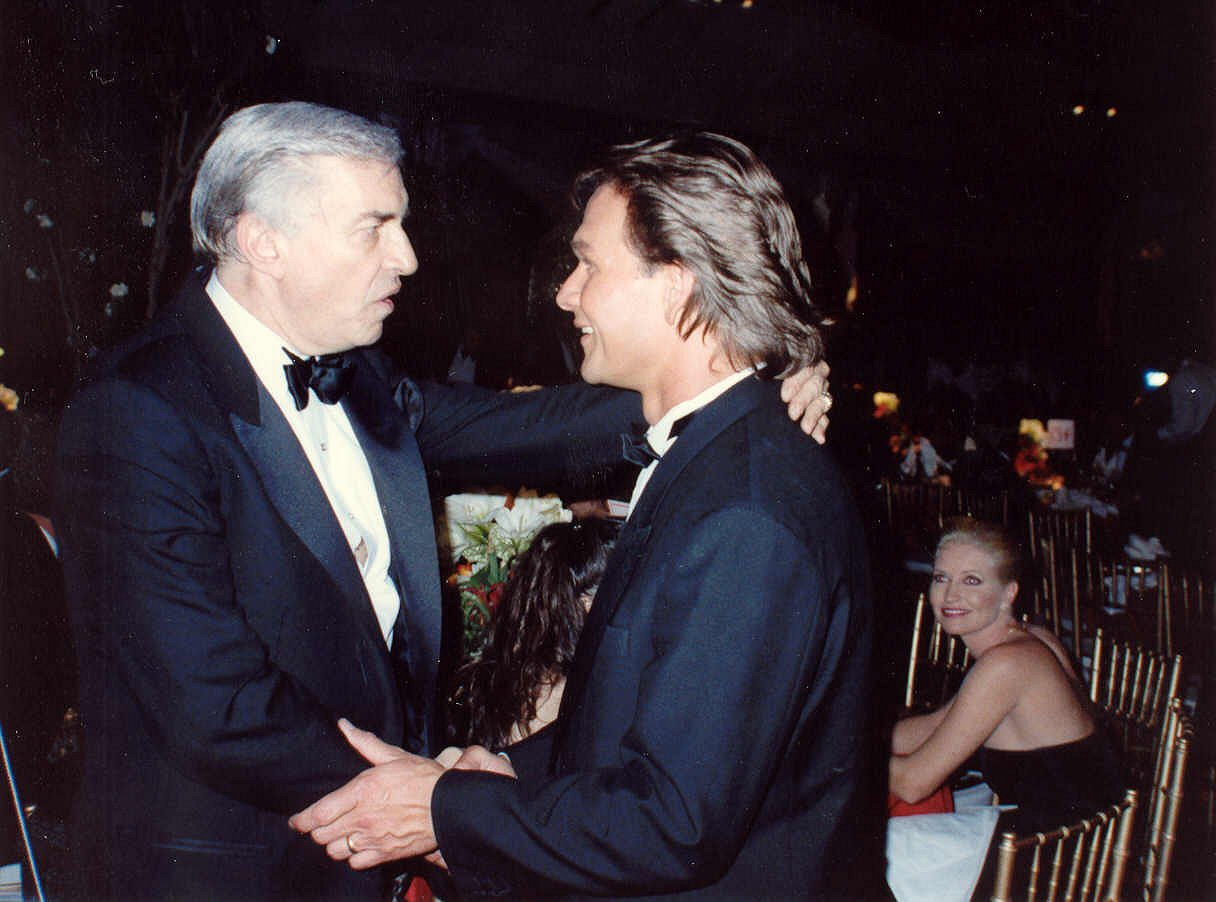
Martin Landau i Patrick Swayze

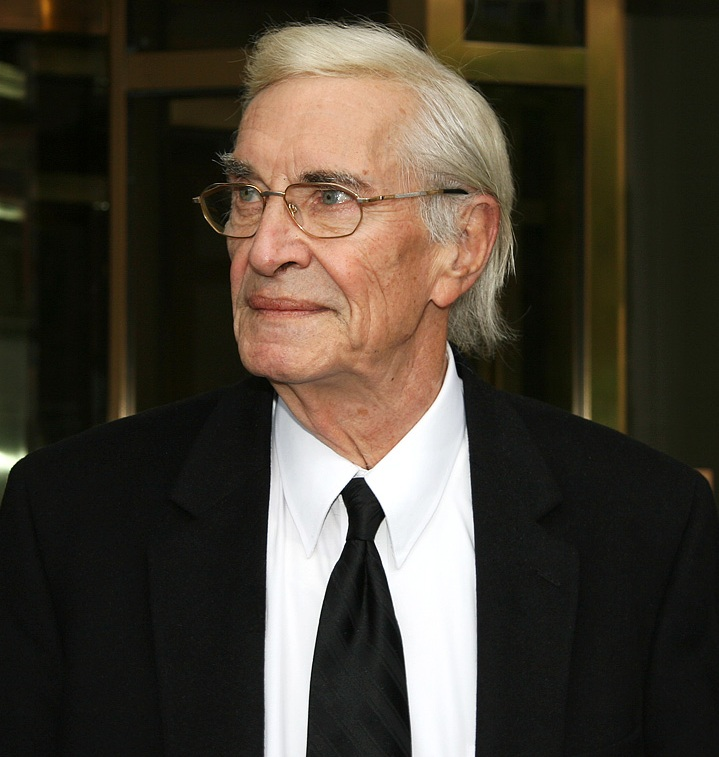
Martin Landau na Festiwalu Filmowym w Toronto (2008)

- 1959: Wzgórze Pork Chop (Pork Chop Hill) jako porucznik Marshall
- 1959: Północ, północny zachód (North by Northwest) jako Leonard
- 1963: Kleopatra (Cleopatra) jako Rufio
- 1965: Opowieść wszech czasów (The Greatest Story Ever Told) jako Kajfasz
- 1965: Na szlaku Alleluja (The Hallelujah Trail) jako Wódz Krzywe Nogi
- 1979: Meteor jako major generał Adlon
- 1982: Zagłada domu Usherów (The Fall of the House of Usher) jako Roderick Usher
- 1988: Tucker. Konstruktor marzeń (Tucker: The Man and His Dream) jako Abe Karatz
- 1989: Zbrodnie i wykroczenia (Crimes and Misdemeanors) jako Judah Rosenthal
- 1990:  Śmierć przychodzi o świcie (By Dawn's Early Light) jako prezydent Stanów Zjednoczonych
- 1993: Sliver jako Alex Parsons
- 1994: Na rozstaju (Intersection) jako Neal
- 1994: Ed Wood jako Béla Lugosi
- 1995: Józef (Joseph) jako Jakub
- 1996: Ludzie miasta (City Hall) jako sędzia Walter Stern
- 1996: Pinokio (The New Adventures of Pinocchio) jako Geppetto
- 1998: Z Archiwum X: Pokonać przyszłość (The X Files) jako dr Alvin Kurtzweil
- 1998: Hazardziści (Rounders) jako Abe Petrovsky
- 1999: Jeździec bez głowy (Sleepy Hollow) jako Peter Van Garrett
- 1999: Ed TV jako Al
- 2001: Majestic (The Majestic) jako Harry Trimble
- 2004: Aryjska para (The Aryan Couple) jako Joseph Krauzenberg
- 2009: 9 jako 2 (głos)
- 2013: Anna Nicole (jako James Howard Marshall)

### Seriale TV
- 1959: Strefa mroku (The Twilight Zone) jako Dan Hotaling
- 1963: Po tamtej stronie (The Outer Limits) jako Andro
- 1966–1969: Mission: Impossible jako Rollin Hand
- 1973: Columbo jako Dexter i Norman Paris
- 1975–1977: Cosmos 1999 (Space 1999) jako komandor John Koenig
- 2000: U zarania (In the Beginning) jako Abraham
- 2004–2005: Bez śladu (Without a Trace) jako Frank Malone
- 2006: Ekipa: 3. sezon (Entourage) jako Bob Ryan
- 2008: Ekipa: 5. sezon (Entourage) jako Bob Ryan

## Nagrody
| Rok  | Nagroda                           | Kategoria                                  | Film                              |
| ---- | --------------------------------- | ------------------------------------------ | --------------------------------- |
| 1967 | Złoty Glob                        | Najlepszy aktor w serialu dramatycznym     | Mission: Impossible (1966)        |
| 1988 | Złoty Glob                        | Najlepszy aktor drugoplanowy               | Tucker. Konstruktor marzeń (1988) |
| 1995 | Złoty Glob                        | Najlepszy aktor drugoplanowy               | Ed Wood (1994)                    |
| 1995 | Oscar                             | Najlepszy aktor drugoplanowy               | Ed Wood (1994)                    |
| 1995 | Nagroda Saturn                    | Najlepszy aktor                            | Ed Wood (1994)                    |
| 1995 | Nagroda Gildii Aktorów Ekranowych | Wybitny występ aktora w roli drugoplanowej | Ed Wood (1994)                    |